# Живоін Павлович
Живоін Павлович (серб. Живојин Павловић, сербохорв. Živojin Pavlović; 15 квітня 1933—29 листопада 1998) — югославський, сербський кінорежисер, сценарист, педагог. Один із представників художнього спрямування, відомого як Югославська чорна хвиля.

## Біографія
Живоін Павлович народився 1933 року в Шабаці, невеликому місті на заході Сербії. З початку 1950-х публікує статті з мистецтва кіно в газетах Белграда. Закінчив Університет мистецтв у Белграді. Його перша помітна робота — один із короткометражних фільмів («Жива вода») у кіно-альманасі «Краплі, води, воїни», відзначеному спеціальним призом журі кінофестивалю в Пулі. Пізніше він ще тричі ставав призером цього конкурсу: «Срібна арена» за фільм «Пробудження щурів» (1967, також «Срібний ведмідь» на Берлінському кінофестивалі); «Золота арена» за фільм «Коли я буду мертвим і білим» (1968); «Золота арена» за сценарій до фільму «Запах тіла» (1983).
З початку 1960-х активно займається літературною діяльністю: публікує збірки оповідань, романи. Видав понад 30 книг.
Його найкращі фільми, що виражають критичну позицію автора на реалії соціалістичної Югославії, збіглися за часом виходу (1969) з початком гонінь проти режисерів Югославської чорної хвилі. Живоїн Павлович та її творчість неодноразово піддавалися різким критичним випадам із боку офіційної преси під час титоизма. У сучасній Сербії він названий «великим художником, автором та зберігачем великого сербського письмового слова».